# Paratactus
Paratactus är ett släkte av skalbaggar. Paratactus ingår i familjen vivlar.
Kladogram enligt Catalogue of Life:
| Paratactus | \| \| Paratactus seriatogranosus \| \| \| \| \| \| Paratactus virescens \| \| \| \| |
|            | \| \| Paratactus seriatogranosus \| \| \| \| \| \| Paratactus virescens \| \| \| \| |
|            | Paratactus seriatogranosus                                                          |
|            |                                                                                     |
|            | Paratactus virescens                                                                |
|            |                                                                                     |